# Mistrovství světa v malém fotbale 2023
Mistrovství světa v malém fotbale 2023 bylo 4. ročníkem MS v malém fotbale, které se konalo v Spojených arabských emirátech městě Rás al-Chajma v období od 26. října do 4. listopadu 2023. Účastnilo se ho 32 týmů, které byly rozděleny do 8 skupin po 4 týmech. Ze skupiny postoupily do vyřazovací fáze první a druhý celek. Vyřazovací fáze zahrnovala 16 zápasů. Rumunsko postoupilo do finále, ve kterém porazilo Kazachstán 3:2 na penalty a poprvé tak vyhrálo mistrovství světa. Nováčky turnaje byly týmy Spojených arabských emirátů, Albánie, Alžírska, Ázerbájdžánu, Bulharska, Irska, Černé Hory, Egypta, Ománu, Gruzie, Kuvajtu a Súdánu. 

## Stadion
Mistrovství se odehrálo na jednom stadionu v jednom hostitelském městě: Rás al-Chajma Minifoot Stadium (Rás al-Chajma). 
| Rás al-Chajma                                                       |
| ------------------------------------------------------------------- |
| Rás al-Chajma Minifoot Stadium                                      |
| Kapacita: 4500 Rás al-Chajma Rás al-Chajma, Spojené arabské emiráty |

## Situace s týmy
Původně se mistrovství měli zúčastnit týmy Brazílie, která měla obhajovat stříbrné medaile z roku 2019, Izrael, který kvůli konfliktu s Hamásem do dějiště nepřicestoval, Libanon a Tunisko. Brazilce ve skupině nahradil Omán, Izrael nahradilo Alžírsko, Tunisko nahradil Kuvajt a Libanon nahradil Bahrajn, který pár dní před startem turnaje účast stáhl a nahradil ho Súdán. Pro všechny nahrazené týmy šlo nejen o první účast na mistrovství světa v malém fotbale, ale i o první mezinárodní zápasy reprezentací. 

## Týmy
| Vlajka                  | Stát            | Soupisky |
| ----------------------- | --------------- | -------- |
| Albánie                 | Albánie         | ALB      |
| Alžírsko                | Alžírsko        | ALG      |
| Anglie                  | Anglie          | ENG      |
| Ázerbájdžán             | Ázerbájdžán     | AZE      |
| Bulharsko               | Bulharsko       | BUL      |
| Černá Hora              | Černá Hora      | MNE      |
| Česko                   | Česká republika | CZE      |
| Egypt                   | Egypt           | EGY      |
| Francie                 | Francie         | FRA      |
| Ghana                   | Ghana           | GHA      |
| Gruzie                  | Gruzie          | GEO      |
| Guatemala               | Guatemala       | GUA      |
| Indie                   | Indie           | IND      |
| Irák                    | Irák            | IRQ      |
| Irsko                   | Irsko           | IRE      |
| Japonsko                | Japonsko        | JPN      |
| Kazachstán              | Kazachstán      | KAZ      |
| Kuvajt                  | Kuvajt          | KUW      |
| Libye                   | Libye           | LBY      |
| Maďarsko                | Maďarsko        | HUN      |
| Mexiko                  | Mexiko          | MEX      |
| Omán                    | Omán            | OMA      |
| Portugalsko             | Portugalsko     | POR      |
| Rumunsko                | Rumunsko        | ROM      |
| Spojené arabské emiráty | SAE             | UAE      |
| Slovensko               | Slovensko       | SVK      |
| Srbsko                  | Srbsko          | SRB      |
| Súdán                   | Súdán           | SUD      |
| Španělsko               | Španělsko       | ESP      |
| Thajsko                 | Thajsko         | THA      |
| Ukrajina                | Ukrajina        | UKR      |
| USA                     | USA             | USA      |

## Zápasy
Čas každého zápasu je uveden v lokálním čase.

### Skupinová fáze
| Vysvětlivky                                          |
| ---------------------------------------------------- |
| Týmy na prvních dvou místech postupují do osmifinále |
| Vítěz zápasu je tučně zvýrazněn                      |

#### Skupina A
| Tým                     | Z | V | R | P | VG | IG | +/− | B |
| ----------------------- | - | - | - | - | -- | -- | --- | - |
| Kazachstán              | 3 | 3 | 0 | 0 | 25 | 1  | +24 | 9 |
| Spojené arabské emiráty | 3 | 2 | 0 | 1 | 4  | 2  | +2  | 6 |
| Ghana                   | 3 | 1 | 0 | 2 | 8  | 9  | −1  | 3 |
| Indie                   | 3 | 0 | 0 | 3 | 0  | 25 | −25 | 0 |

| 26. října 2023 16:00 |        |       |                                                |
| Kazachstán | 7 : 0  | Ghana | Ras Al Khaimah Minifoot Stadium, Rás al-Chajma |
| Ilya Mun 9', 25' Alexandr Kislitsyn 24' Vitaliy Grigoryev 35' Nursultan Zhussupov 36' Uralbek Yegizbayev 37' Alexey Zabogonskiy 39' | Report |       | Ras Al Khaimah Minifoot Stadium, Rás al-Chajma |

| 26. října 2023 22:00     |        |       |                                                |
| Spojené arabské emiráty  | 1 : 0  | Indie | Ras Al Khaimah Minifoot Stadium, Rás al-Chajma |
| Abhinav Dahiya 38' (vl.) | Report |       | Ras Al Khaimah Minifoot Stadium, Rás al-Chajma |

| 28. října 2023 16:00 |        |       |                                                |
| Kazachstán | 16 : 0 | Indie | Ras Al Khaimah Minifoot Stadium, Rás al-Chajma |
| Nursultan Zhussupov 8', 33' Zhanibek Seitzhan 11', 50+1' Ilya Mun 17', 31' Yevgeniy Biryukov 20' Aslanbek Arshkenov 22' Baktiyar Zhushnov 24', 34', 44' Avel Tarzhanov 27', 47' Bakir Dyikanbayev 36', 37' Uralbek Yegizbayev 39' | Report |       | Ras Al Khaimah Minifoot Stadium, Rás al-Chajma |

| 28. října 2023 19:45                  |        |       |                                                |
| Spojené arabské emiráty               | 2 : 0  | Ghana | Ras Al Khaimah Minifoot Stadium, Rás al-Chajma |
| Mohamed Saswashi 3' Mohamed Alali 43' | Report |       | Ras Al Khaimah Minifoot Stadium, Rás al-Chajma |

| 30. října 2023 10:15 |        |       |                                                |
| Ghana | 8 : 0  | Indie | Ras Al Khaimah Minifoot Stadium, Rás al-Chajma |
| Samuel Koranteng 5', 40' Godwin Okatah 15' Bernard Sarfo 34' (pen.) Wisdom Kofi Dompreh 42' Emmanuel Abbam 44' Raymond Artur 49' Eric Philip Amoah 50' | Report |       | Ras Al Khaimah Minifoot Stadium, Rás al-Chajma |

| 30. října 2023 19:45    |        |                                           |                                                |
| Spojené arabské emiráty | 1 : 2  | Kazachstán                                | Ras Al Khaimah Minifoot Stadium, Rás al-Chajma |
| Mohamed Alsuwaidi 48'   | Report | Aslanbek Arshkenov 14' Avel Tarzhanov 48' | Ras Al Khaimah Minifoot Stadium, Rás al-Chajma |

#### Skupina B
| Tým       | Z | V | R | P | VG | IG | +/− | B |
| --------- | - | - | - | - | -- | -- | --- | - |
| Gruzie    | 3 | 3 | 0 | 0 | 18 | 2  | +16 | 9 |
| Mexiko    | 3 | 2 | 0 | 1 | 26 | 3  | +23 | 6 |
| Irsko     | 3 | 1 | 0 | 2 | 6  | 16 | −10 | 3 |
| Guatemala | 3 | 0 | 0 | 3 | 1  | 30 | −29 | 0 |

| 26. října 2023 9:00 |        |       |                                                |
| Mexiko | 6 : 0  | Irsko | Ras Al Khaimah Minifoot Stadium, Rás al-Chajma |
| Carlos Gabriel Hernandéz 3' Moises González 4' Juan Carlos González 30' Edgar González Diaz 31' Daniel Ivan García 40' Marlon Brandon Escoto 43' | Report |       | Ras Al Khaimah Minifoot Stadium, Rás al-Chajma |

| 26. října 2023 10:15 |        | |                                                |
| Guatemala            | 0 : 6  | Gruzie | Ras Al Khaimah Minifoot Stadium, Rás al-Chajma |
|                      | Report | Nugzari Gogashvili 17' Levani Svanidze 23' Beka Tugushi 24' Nikoloz Koplatadze 25' Mikheil Tevzadze 28' Giorgi Ekseulidze 34' | Ras Al Khaimah Minifoot Stadium, Rás al-Chajma |

| 28. října 2023 9:00 |        |                                                                               |                                                |
| Guatemala           | 0 : 5  | Irsko                                                                         | Ras Al Khaimah Minifoot Stadium, Rás al-Chajma |
|                     | Report | Aindreas Doyle 13' Tiernan Kilcoyne 19', 39' Paul King 30' Madine Stephen 37' | Ras Al Khaimah Minifoot Stadium, Rás al-Chajma |

| 28. října 2023 18:30                  |        |                                         |                                                |
| Mexiko                                | 1 : 2  | Gruzie                                  | Ras Al Khaimah Minifoot Stadium, Rás al-Chajma |
| Carlos Gabriel Hernandéz Martinéz 37' | Report | Irakli Gvetadze 21' Levani Svanidze 39' | Ras Al Khaimah Minifoot Stadium, Rás al-Chajma |

| 30. října 2023 9:00 |        |                       |                                                |
| Mexiko | 19 : 1 | Guatemala             | Ras Al Khaimah Minifoot Stadium, Rás al-Chajma |
| Moises González 1', 19', 26' Juan Carlos González 5' Jorge Adrian Rios 6', 6', 48' Edgar González Diaz 11', 14' Daniel Ivan García 23', 23', 31' Carlos Gabriel Hernandéz 24', 43' Marlon Brandon Escoto 25+2' Hiram Ruiz 35' Uriel Zuart Paz 41' Roberto Carlos Escalante 44', 49' | Report | Sebastian Vasquéz 37' | Ras Al Khaimah Minifoot Stadium, Rás al-Chajma |

| 30. října 2023 16:00 |        |                 |                                                |
| Gruzie | 10 : 1 | Irsko           | Ras Al Khaimah Minifoot Stadium, Rás al-Chajma |
| Giorgi Aptsiauri 6', 16', 44' Irakli Gvetadze 10' Nugzari Gogashvili 12' Nikoloz Koplatadze 19' Mikheil Tevzadze 21' Giorgi Gazdeliani 43' (pen.) Nikoloz Kurtanidze 46' Levani Svanidze 49' | Report | Rhys Gorman 37' | Ras Al Khaimah Minifoot Stadium, Rás al-Chajma |

#### Skupina C
| Tým      | Z | V | R | P | VG | IG | +/− | B |
| -------- | - | - | - | - | -- | -- | --- | - |
| Česko    | 3 | 3 | 0 | 0 | 21 | 1  | +20 | 9 |
| Thajsko  | 3 | 2 | 0 | 1 | 7  | 6  | +1  | 6 |
| Ukrajina | 3 | 1 | 0 | 2 | 9  | 10 | −1  | 3 |
| Alžírsko | 3 | 0 | 0 | 3 | 2  | 22 | −20 | 0 |

| 26. října 2023 18:30 |        |                         |                                                |
| Ukrajina | 9 : 1  | Alžírsko                | Ras Al Khaimah Minifoot Stadium, Rás al-Chajma |
| Dmytro Brovko 9' Karim Ziani 28' (vl.) Ramzi Bourakba 33' (vl.) Aimene Redjemi 38' (vl.) Ihor Kostroma 40' Mykyta Vovchenko 42' Andrii Slinkin 44', 47', 48' | Report | Bourzama Abdelfettah 7' | Ras Al Khaimah Minifoot Stadium, Rás al-Chajma |

| 27. října 2023 17:15 |        |         |                                                |
| Česko | 6 : 0  | Thajsko | Ras Al Khaimah Minifoot Stadium, Rás al-Chajma |
| Weerayut Wongchiangrak 3' (vl.) Daniel Klíma 9' Ondřej Paděra 17' Richard Svoboda 22' Daniel Kasal 27' Daniel Žížala 29' | Report |         | Ras Al Khaimah Minifoot Stadium, Rás al-Chajma |

| 28. října 2023 10:15 |        |                                                  |                                                |
| Ukrajina             | 0 : 2  | Thajsko                                          | Ras Al Khaimah Minifoot Stadium, Rás al-Chajma |
|                      | Report | Teepanom Chinda 16' Weerayut Wongchiangrak 50+2' | Ras Al Khaimah Minifoot Stadium, Rás al-Chajma |

| 28. října 2023 22:15                                                                                                 |        |                         |                                                |
| Česko | 8 : 1  | Alžírsko                | Ras Al Khaimah Minifoot Stadium, Rás al-Chajma |
| Daniel Klíma 6' Ondřej Paděra 14', 50+1' Denis Laňka 18', 30' Daniil Doleček 25' Daniel Žížala 27' Tomáš Jelínek 49' | Report | Taider Saphir Sliti 40' | Ras Al Khaimah Minifoot Stadium, Rás al-Chajma |

| 30. října 2023 18:30 |        |                                                                                            |                                                |
| Alžírsko             | 0 : 5  | Thajsko                                                                                    | Ras Al Khaimah Minifoot Stadium, Rás al-Chajma |
|                      | Report | Teepanom Chinda 11' Chaiyong Pearpong 17' Thawatchai Dachphun 18' Kittin Duangket 21', 29' | Ras Al Khaimah Minifoot Stadium, Rás al-Chajma |

| 30. října 2023 21:00                                                                                          |        |          |                                                |
| Česko | 7 : 0  | Ukrajina | Ras Al Khaimah Minifoot Stadium, Rás al-Chajma |
| Denis Laňka 6', 50' David Macháček 9' Tomáš Jelínek 16' Jan Koudelka 25' Daniil Doleček 27' Ondřej Paděra 31' | Report |          | Ras Al Khaimah Minifoot Stadium, Rás al-Chajma |

#### Skupina D
| Tým       | Z | V | R | P | VG | IG | +/− | B |
| --------- | - | - | - | - | -- | -- | --- | - |
| Rumunsko  | 3 | 2 | 1 | 0 | 13 | 3  | +10 | 7 |
| USA       | 3 | 1 | 2 | 0 | 10 | 3  | +7  | 5 |
| Španělsko | 3 | 1 | 1 | 1 | 13 | 10 | +3  | 4 |
| Súdán     | 3 | 0 | 0 | 3 | 7  | 27 | −20 | 0 |

| 26. října 2023 17:15                 |        |                                                            |                                                |
| USA                                  | 2 : 2  | Španělsko                                                  | Ras Al Khaimah Minifoot Stadium, Rás al-Chajma |
| David Ortiz 12' Chad Vandegriffe 33' | Report | Yeray Abreu Martinéz 5' Francisco José Ramiréz Garrido 32' | Ras Al Khaimah Minifoot Stadium, Rás al-Chajma |

| 26. října 2023 19:45 |        |                              |                                                |
| Rumunsko | 10 : 1 | Súdán                        | Ras Al Khaimah Minifoot Stadium, Rás al-Chajma |
| Bogdan Covaci 7' Ionuț Andrei Nemițanu 13' Vlad Iulian Mocanu 17', 18', 42' Alexandru Bourceanu 24' Marius Gabriel Balogh 25' Andrei Cosmin Balea 26' Constantin Gabriel Dumitrașcu 28', 50' | Report | Mohammed Abdelkarim Amro 39' | Ras Al Khaimah Minifoot Stadium, Rás al-Chajma |

| 28. října 2023 17:15                                                    |        |                                                          |                                                |
| Rumunsko                                                                | 3 : 2  | Španělsko                                                | Ras Al Khaimah Minifoot Stadium, Rás al-Chajma |
| Mircea Ciprian Ungur 12' Mircea Ioan Popa 19' Marius Gabriel Balogh 37' | Report | José Luis Giralte 21' Francisco José Ramiréz Garrido 35' | Ras Al Khaimah Minifoot Stadium, Rás al-Chajma |

| 28. října 2023 21:00                                                                                        |        |                           |                                                |
| USA | 8 : 1  | Súdán                     | Ras Al Khaimah Minifoot Stadium, Rás al-Chajma |
| Ian Bennett 6', 14', 32' Franck Tayou 9' (pen.), 40' Sebastian Mendez 14' David Ortiz 16' Zachary Reget 49' | Report | Ahmed Nasreldin Ahmed 50' | Ras Al Khaimah Minifoot Stadium, Rás al-Chajma |

| 30. října 2023 17:15 |        | |                                                |
| Španělsko | 9 : 5  | Súdán | Ras Al Khaimah Minifoot Stadium, Rás al-Chajma |
| Anwar Mubarak Atta 15' (vl.) Carlos Ivan Casañas 16' Francisco José Ramiréz 25' Cristian Jesús Suaréz 27' Pablo Cesar Romero 30', 39' Guillermo Bueno 32' Robert Ivan Nuñez 33' Oliver Rodriguéz Monserrat 34' | Report | Mohammed Dari Siddig 10', 35' Yousif Mamoun Ahmed 38' Ahmed Fadil Ali Elsayed 44' Ahmed Albashir Abdelgader 50+1' | Ras Al Khaimah Minifoot Stadium, Rás al-Chajma |

| 30. října 2023 22:15 |        |     |                                                |
| Rumunsko             | 0 : 0  | USA | Ras Al Khaimah Minifoot Stadium, Rás al-Chajma |
|                      | Report |     | Ras Al Khaimah Minifoot Stadium, Rás al-Chajma |

#### Skupina E
| Tým        | Z | V | R | P | VG | IG | +/− | B |
| ---------- | - | - | - | - | -- | -- | --- | - |
| Bulharsko  | 3 | 3 | 0 | 0 | 15 | 0  | +15 | 9 |
| Černá Hora | 3 | 2 | 0 | 1 | 12 | 5  | +7  | 6 |
| Japonsko   | 3 | 1 | 0 | 2 | 14 | 6  | +8  | 3 |
| Omán       | 3 | 0 | 0 | 3 | 2  | 32 | −30 | 0 |

| 27. října 2023 9:00             |        | |                                                |
| Omán                            | 1 : 13 | Japonsko | Ras Al Khaimah Minifoot Stadium, Rás al-Chajma |
| Ahmed Nasser Vasser Al-Naami 8' | Report | Shuto Ozaki 4', 5' Inouke Tatsuya 4', 8', 12', 41' Ryu Hamano 10' Maeda Tatsuya 24' Taki Keita 26', 45' Harada Rikuto 27', 48', 49' | Ras Al Khaimah Minifoot Stadium, Rás al-Chajma |

| 27. října 2023 16:00                                            |        |            |                                                |
| Bulharsko                                                       | 3 : 0  | Černá Hora | Ras Al Khaimah Minifoot Stadium, Rás al-Chajma |
| Nedelian Kostadinov 12' Vasil Gudzhev 39' Svetlozar Tabakov 43' | Report |            | Ras Al Khaimah Minifoot Stadium, Rás al-Chajma |

| 29. října 2023 16:00             |        | |                                                |
| Omán                             | 1 : 10 | Černá Hora | Ras Al Khaimah Minifoot Stadium, Rás al-Chajma |
| Ahmed Nasser Vasser Al-Naami 14' | Report | Miloš Pejaković 10' Ivan Pejaković 15', 30', 33', 50+1' Vasilije Bošković 16' Bojan Jovanović 17', 49' Jovan Kaludjerovic 37', 41' | Ras Al Khaimah Minifoot Stadium, Rás al-Chajma |

| 29. října 2023 21:00                               |        |          |                                                |
| Bulharsko                                          | 3 : 0  | Japonsko | Ras Al Khaimah Minifoot Stadium, Rás al-Chajma |
| Lyubomir Guentchev 21', 44' (pen.) Angel Rahov 37' | Report |          | Ras Al Khaimah Minifoot Stadium, Rás al-Chajma |

| 31. října 2023 16:00                 |        |                   |                                                |
| Černá Hora                           | 2 : 1  | Japonsko          | Ras Al Khaimah Minifoot Stadium, Rás al-Chajma |
| Bojan Jovanović 5' Boris Mijović 25' | Report | Maeda Tatsuya 17' | Ras Al Khaimah Minifoot Stadium, Rás al-Chajma |

| 31. října 2023 18:30 |        | |                                                |
| Omán                 | 0 : 9  | Bulharsko | Ras Al Khaimah Minifoot Stadium, Rás al-Chajma |
|                      | Report | Nikolay Marinov 7' Spas Milushev 12' Denis Ivanov 21' Vasil Gudzhev 23' Angel Rahov 25+1', 40' Dimitar Aleksandrov 34', 45', 47' | Ras Al Khaimah Minifoot Stadium, Rás al-Chajma |

#### Skupina F
| Tým       | Z | V | R | P | VG | IG | +/− | B |
| --------- | - | - | - | - | -- | -- | --- | - |
| Slovensko | 3 | 2 | 0 | 1 | 6  | 4  | +2  | 6 |
| Anglie    | 3 | 1 | 2 | 0 | 5  | 4  | +1  | 5 |
| Francie   | 3 | 1 | 1 | 1 | 6  | 6  | 0   | 4 |
| Albánie   | 3 | 0 | 1 | 2 | 2  | 5  | −3  | 1 |

| 27. října 2023 18:30            |        |         |                                                |
| Slovensko                       | 2 : 0  | Albánie | Ras Al Khaimah Minifoot Stadium, Rás al-Chajma |
| Boris Juhás 6' Rudolf Beliš 34' | Report |         | Ras Al Khaimah Minifoot Stadium, Rás al-Chajma |

| 27. října 2023 22:15                    |        |                               |                                                |
| Francie                                 | 2 : 2  | Anglie                        | Ras Al Khaimah Minifoot Stadium, Rás al-Chajma |
| Adriano Schiavone 10' Nadir Euvrard 44' | Report | Ross Cable 9' Kiye Martin 18' | Ras Al Khaimah Minifoot Stadium, Rás al-Chajma |

| 29. října 2023 17:15                                        |        |                                             |                                                |
| Francie                                                     | 3 : 2  | Albánie                                     | Ras Al Khaimah Minifoot Stadium, Rás al-Chajma |
| Giovanni Calandrau 21' Mohamed Bachir 27' Nadir Euvrard 48' | Report | Mario Biba 31' Giovanni Calandrau 49' (vl.) | Ras Al Khaimah Minifoot Stadium, Rás al-Chajma |

| 29. října 2023 22:15             |        |                                                                     |                                                |
| Slovensko                        | 2 : 3  | Anglie                                                              | Ras Al Khaimah Minifoot Stadium, Rás al-Chajma |
| Boris Juhás 28' Adam Bombicz 38' | Report | Siao Blackwood 20' Dominic Morgan-Griffiths 47' Charlie Kuehn 50+2' | Ras Al Khaimah Minifoot Stadium, Rás al-Chajma |

| 31. října 2023 17:15 |        |         |                                                |
| Anglie               | 0 : 0  | Albánie | Ras Al Khaimah Minifoot Stadium, Rás al-Chajma |
|                      | Report |         | Ras Al Khaimah Minifoot Stadium, Rás al-Chajma |

| 31. října 2023 19:45             |        |                        |                                                |
| Slovensko                        | 2 : 1  | Francie                | Ras Al Khaimah Minifoot Stadium, Rás al-Chajma |
| Adam Bombicz 3' Tomáš Mikluš 43' | Report | Giovanni Calandrau 43' | Ras Al Khaimah Minifoot Stadium, Rás al-Chajma |

#### Skupina G
| Tým         | Z | V | R | P | VG | IG | +/− | B |
| ----------- | - | - | - | - | -- | -- | --- | - |
| Ázerbájdžán | 3 | 3 | 0 | 0 | 9  | 2  | +7  | 9 |
| Egypt       | 3 | 2 | 0 | 1 | 7  | 6  | +1  | 6 |
| Irák        | 3 | 0 | 1 | 2 | 7  | 10 | −3  | 1 |
| Kuvajt      | 3 | 0 | 1 | 2 | 6  | 11 | −5  | 1 |

| 26. října 2023 23:15                         |        |        |                                                |
| Egypt                                        | 2 : 0  | Kuvajt | Ras Al Khaimah Minifoot Stadium, Rás al-Chajma |
| Ahmed Jaber Ibrahim 15' Adel Magdy Kamel 39' | Report |        | Ras Al Khaimah Minifoot Stadium, Rás al-Chajma |

| 27. října 2023 21:00                         |        |      |                                                |
| Ázerbájdžán                                  | 2 : 0  | Irák | Ras Al Khaimah Minifoot Stadium, Rás al-Chajma |
| Mirmehdi Rzayev 15' Elvin Alizada 28' (pen.) | Report |      | Ras Al Khaimah Minifoot Stadium, Rás al-Chajma |

| 29. října 2023 9:00                                                                           |        | |                                                |
| Kuvajt                                                                                        | 5 : 5  | Irák                                                                                                   | Ras Al Khaimah Minifoot Stadium, Rás al-Chajma |
| Hayder Ahmed Ali 3' (vl.) Saleh Fuad Malak 25' Ala Ham 40' Fahad Manea Alajmi 43', 49' (pen.) | Report | Hayder Ahmed Ali 20' (pen.), 21' Ameen Abas Ali 28' Mustafa Kareem Al Furaiji 39' Bani Lam Muthana 45' | Ras Al Khaimah Minifoot Stadium, Rás al-Chajma |

| 29. října 2023 18:30                                            |        |                     |                                                |
| Ázerbájdžán                                                     | 4 : 1  | Egypt               | Ras Al Khaimah Minifoot Stadium, Rás al-Chajma |
| Ravan Karimov 8', 42' Seymur Mammadov 37' Tamkin Khalilzade 45' | Report | Adel Magdy Kamel 2' | Ras Al Khaimah Minifoot Stadium, Rás al-Chajma |

| 31. října 2023 9:00                                                                  |        |                                                              |                                                |
| Egypt                                                                                | 4 : 2  | Irák                                                         | Ras Al Khaimah Minifoot Stadium, Rás al-Chajma |
| Marwan Issa Bakri 9' Ahmed Jaber Ibrahim 31' Mahmoud El Sayed 35' Jamal Mohammed 44' | Report | Mohammed Bahadli Abdu Azez 12' Hayder Ahmed Ali 25+2' (pen.) | Ras Al Khaimah Minifoot Stadium, Rás al-Chajma |

| 31. října 2023 21:00                                       |        |                        |                                                |
| Ázerbájdžán                                                | 3 : 1  | Kuvajt                 | Ras Al Khaimah Minifoot Stadium, Rás al-Chajma |
| Jafar Jafarov 8' Mirmehdi Rzayev 37' Tamkin Khalilzade 44' | Report | Fahad Ahmad Alfraij 1' | Ras Al Khaimah Minifoot Stadium, Rás al-Chajma |

#### Skupina H
| Tým         | Z | V | R | P | VG | IG | +/− | B |
| ----------- | - | - | - | - | -- | -- | --- | - |
| Maďarsko    | 3 | 3 | 0 | 0 | 4  | 1  | +3  | 9 |
| Portugalsko | 3 | 2 | 0 | 1 | 7  | 3  | +4  | 6 |
| Srbsko      | 3 | 1 | 0 | 2 | 7  | 8  | −1  | 3 |
| Libye       | 3 | 0 | 0 | 3 | 5  | 11 | −6  | 0 |

| 27. října 2023 10:15                                                       |        | |                                                |
| Srbsko                                                                     | 5 : 4  | Libye | Ras Al Khaimah Minifoot Stadium, Rás al-Chajma |
| Dušan Pećić 17' Marko Živcukin 20', 47' Čedomir Tomčić 31' Goran Nedić 36' | Report | Abraheem Khalleefah 23' Mohammed Abdulhamid 25' Mohamed Ibrahim Shahout 40' Salih Jasam Ahmed Othman 49' (pen.) | Ras Al Khaimah Minifoot Stadium, Rás al-Chajma |

| 27. října 2023 19:45 |        |             |                                                |
| Maďarsko             | 1 : 0  | Portugalsko | Ras Al Khaimah Minifoot Stadium, Rás al-Chajma |
| Miklós Barabás 46'   | Report |             | Ras Al Khaimah Minifoot Stadium, Rás al-Chajma |

| 29. října 2023 10:15              |        |                           |                                                |
| Maďarsko                          | 2 : 1  | Libye                     | Ras Al Khaimah Minifoot Stadium, Rás al-Chajma |
| Bence Lovász 22' Gábor Kiss 50+1' | Report | Mohammed Bilal Adrees 40' | Ras Al Khaimah Minifoot Stadium, Rás al-Chajma |

| 29. října 2023 19:45                |        |                                       |                                                |
| Srbsko                              | 2 : 3  | Portugalsko                           | Ras Al Khaimah Minifoot Stadium, Rás al-Chajma |
| Milan Čičić 13' Zarije Gojković 37' | Report | Tiago Lapa 16', 25' Eduardo Rajão 33' | Ras Al Khaimah Minifoot Stadium, Rás al-Chajma |

| 31. října 2023 10:15 |        |                                                                                      |                                                |
| Libye                | 0 : 4  | Portugalsko                                                                          | Ras Al Khaimah Minifoot Stadium, Rás al-Chajma |
|                      | Report | Paulo Freitas 25+1' José Campos 28' Mahmoud Basheer Aboub 49' (vl.) Tiago Lapa 50+1' | Ras Al Khaimah Minifoot Stadium, Rás al-Chajma |

| 31. října 2023 22:15 |        |        |                                                |
| Maďarsko             | 1 : 0  | Srbsko | Ras Al Khaimah Minifoot Stadium, Rás al-Chajma |
| Miklós Barabás 50+2' | Report |        | Ras Al Khaimah Minifoot Stadium, Rás al-Chajma |

### Vyřazovací fáze

#### Pavouk
|  | Osmifinále                          | Osmifinále                          |                                     |        | Čtvrtfinále   | Čtvrtfinále   |                                     |                                     | Semifinále | Semifinále |  |  | Finále | Finále |
|  |                                     |                                     |                                     |        |               |               |                                     |                                     |            |            |  |  |        |        |
|  | 1. listopadu, 9:00 – Rás al-Chajma  |                                     |                                     |        |               |               |                                     |                                     |            |            |  |  |        |        |
|  |                                     |                                     |                                     |        |               |               |                                     |                                     |            |            |  |  |        |        |
|  | Gruzie                              | 1 (2)                               |                                     |        |               |               |                                     |                                     |            |            |  |  |        |        |
|  | Gruzie                              | 1 (2)                               | 2. listopadu, 18:00 – Rás al-Chajma |        |               |               |                                     |                                     |            |            |  |  |        |        |
|  | Spojené arabské emiráty (pen.)      | 1 (3)                               |                                     |        |               |               |                                     |                                     |            |            |  |  |        |        |
|  | Spojené arabské emiráty (pen.)      | 1 (3)                               | Spojené arabské emiráty             | 0      |               |               |                                     |                                     |            |            |  |  |        |        |
|  | 1. listopadu, 10:30 – Rás al-Chajma |                                     | Spojené arabské emiráty             | 0      |               |               |                                     |                                     |            |            |  |  |        |        |
|  |                                     | Rumunsko                            | 2                                   |        |               |               |                                     |                                     |            |            |  |  |        |        |
|  | Rumunsko                            | Rumunsko                            | 2                                   | 7      |               |               |                                     |                                     |            |            |  |  |        |        |
|  | Rumunsko                            |                                     | 3. listopadu, 19:00 – Rás al-Chajma | 7      |               |               |                                     |                                     |            |            |  |  |        |        |
|  | Thajsko                             | 0                                   |                                     |        |               |               |                                     |                                     |            |            |  |  |        |        |
|  | Thajsko                             | 0                                   | Rumunsko                            | 3      |               |               |                                     |                                     |            |            |  |  |        |        |
|  | 1. listopadu, 15:30 – Rás al-Chajma |                                     | Rumunsko                            | 3      |               |               |                                     |                                     |            |            |  |  |        |        |
|  |                                     | Maďarsko                            | 0                                   |        |               |               |                                     |                                     |            |            |  |  |        |        |
|  | Kazachstán (prod.)                  | Maďarsko                            | 0                                   | 2      |               |               |                                     |                                     |            |            |  |  |        |        |
|  | Kazachstán (prod.)                  | 2. listopadu, 19:30 – Rás al-Chajma |                                     | 2      |               |               |                                     |                                     |            |            |  |  |        |        |
|  | Mexiko                              | 1                                   |                                     |        |               |               |                                     |                                     |            |            |  |  |        |        |
|  | Mexiko                              | 1                                   | Kazachstán (pen.)                   | 3 (3)  |               |               |                                     |                                     |            |            |  |  |        |        |
|  | 1. listopadu, 17:00 – Rás al-Chajma |                                     | Kazachstán (pen.)                   | 3 (3)  |               |               |                                     |                                     |            |            |  |  |        |        |
|  |                                     | Česko                               | 3 (2)                               |        |               |               |                                     |                                     |            |            |  |  |        |        |
|  | Česko                               | Česko                               | 3 (2)                               | 4      |               |               |                                     |                                     |            |            |  |  |        |        |
|  | Česko                               |                                     | 4. listopadu, 20:00 – Rás al-Chajma | 4      |               |               |                                     |                                     |            |            |  |  |        |        |
|  | USA                                 | 2                                   |                                     |        |               |               |                                     |                                     |            |            |  |  |        |        |
|  | USA                                 | 2                                   | Rumunsko (pen.)                     | 2 (12) |               |               |                                     |                                     |            |            |  |  |        |        |
|  | 1. listopadu, 18:30 – Rás al-Chajma |                                     | Rumunsko (pen.)                     | 2 (12) |               |               |                                     |                                     |            |            |  |  |        |        |
|  |                                     | Kazachstán                          | 2 (11)                              |        |               |               |                                     |                                     |            |            |  |  |        |        |
|  | Ázerbájdžán                         | Kazachstán                          | 2 (11)                              | 3      |               |               |                                     |                                     |            |            |  |  |        |        |
|  | Ázerbájdžán                         | 2. listopadu, 21:00 – Rás al-Chajma |                                     | 3      |               |               |                                     |                                     |            |            |  |  |        |        |
|  | Portugalsko                         | 0                                   |                                     |        |               |               |                                     |                                     |            |            |  |  |        |        |
|  | Portugalsko                         | 0                                   | Ázerbájdžán                         | 3      |               |               |                                     |                                     |            |            |  |  |        |        |
|  | 1. listopadu, 20:00 – Rás al-Chajma |                                     | Ázerbájdžán                         | 3      |               |               |                                     |                                     |            |            |  |  |        |        |
|  |                                     | Bulharsko                           | 1                                   |        |               |               |                                     |                                     |            |            |  |  |        |        |
|  | Bulharsko                           | Bulharsko                           | 1                                   | 2      |               |               |                                     |                                     |            |            |  |  |        |        |
|  | Bulharsko                           |                                     | 3. listopadu, 20:30 – Rás al-Chajma | 2      |               |               |                                     |                                     |            |            |  |  |        |        |
|  | Anglie                              | 1                                   |                                     |        |               |               |                                     |                                     |            |            |  |  |        |        |
|  | Anglie                              | 1                                   | Kazachstán                          | 3      |               |               |                                     |                                     |            |            |  |  |        |        |
|  | 1. listopadu, 21:30 – Rás al-Chajma |                                     | Kazachstán                          | 3      |               |               |                                     |                                     |            |            |  |  |        |        |
|  |                                     | Ázerbájdžán                         | 2                                   |        | O třetí místo | O třetí místo |                                     |                                     |            |            |  |  |        |        |
|  | Slovensko                           | Ázerbájdžán                         | 2                                   | 5      | O třetí místo | O třetí místo |                                     |                                     |            |            |  |  |        |        |
|  | Slovensko                           | 2. listopadu, 22:30 – Rás al-Chajma | 2. listopadu, 22:30 – Rás al-Chajma | 5      |               |               | 4. listopadu, 18:00 – Rás al-Chajma | 4. listopadu, 18:00 – Rás al-Chajma |            |            |  |  |        |        |
|  | Černá Hora                          | 2. listopadu, 22:30 – Rás al-Chajma | 2. listopadu, 22:30 – Rás al-Chajma | 2      |               |               | 4. listopadu, 18:00 – Rás al-Chajma | 4. listopadu, 18:00 – Rás al-Chajma |            |            |  |  |        |        |
|  | Černá Hora                          | Slovensko                           | 0                                   | 2      | Maďarsko      | 3             |                                     |                                     |            |            |  |  |        |        |
|  | 1. listopadu, 23:00 – Rás al-Chajma | Slovensko                           | 0                                   |        | Maďarsko      | 3             |                                     |                                     |            |            |  |  |        |        |
|  |                                     | Maďarsko                            | 1                                   |        | Ázerbájdžán   | 1             |                                     |                                     |            |            |  |  |        |        |
|  | Maďarsko                            | Maďarsko                            | 1                                   | 3      | Ázerbájdžán   | 1             |                                     |                                     |            |            |  |  |        |        |
|  | Maďarsko                            |                                     |                                     | 3      |               |               |                                     |                                     |            |            |  |  |        |        |
|  | Egypt                               | 0                                   |                                     |        |               |               |                                     |                                     |            |            |  |  |        |        |
|  | Egypt                               | 0                                   |                                     |        |               |               |                                     |                                     |            |            |  |  |        |        |

#### Osmifinále
| 1. listopadu 2023 9:00 |        |                         |                                                |
| Gruzie                 | 1 : 1  | Spojené arabské emiráty | Ras Al Khaimah Minifoot Stadium, Rás al-Chajma |
| Beka Tugushi 6'        | Report | Mohamed Khalil 50'      | Ras Al Khaimah Minifoot Stadium, Rás al-Chajma |

|                                                            |       | Penaltový rozstřel                           |  |
| Giorgi Chokhonelidze Nikoloz Koplatadze Nikoloz Kurtanidze | 2 : 3 | Ibrahim Bader Mohamed Saswashi Mohamed Alali |  |

| 1. listopadu 2023 10:30 |        |         |                                                |
| Rumunsko | 7 : 0  | Thajsko | Ras Al Khaimah Minifoot Stadium, Rás al-Chajma |
| Andrei Gabriel Șumălan 9', 15' Andrei Cătălin Ferik 22' Alexandru Bourceanu 33' Gabriel Constantin Dumitrașcu 37' Mircea Ciprian Ungur 37' Vasile Ovidiu Pop 50+1' (pen.) | Report |         | Ras Al Khaimah Minifoot Stadium, Rás al-Chajma |

| 1. listopadu 2023 15:30                      |               |                         |                                                |
| Kazachstán                                   | 2 : 1 (prod.) | Mexiko                  | Ras Al Khaimah Minifoot Stadium, Rás al-Chajma |
| Alexandr Kislitsyn 52' Alexandr Rushinas 56' | Report        | Edgar González Diaz 58' | Ras Al Khaimah Minifoot Stadium, Rás al-Chajma |

| 1. listopadu 2023 17:00                                           |        |                                       |                                                |
| Česko                                                             | 4 : 2  | USA                                   | Ras Al Khaimah Minifoot Stadium, Rás al-Chajma |
| Ondřej Bíro 10' Denis Laňka 37' Daniel Klíma 43' Jan Koudelka 50' | Report | Franck Tayou 29' Stefan Mijatovic 44' | Ras Al Khaimah Minifoot Stadium, Rás al-Chajma |

| 1. listopadu 2023 18:30                                 |        |             |                                                |
| Ázerbájdžán                                             | 3 : 0  | Portugalsko | Ras Al Khaimah Minifoot Stadium, Rás al-Chajma |
| Mirmehdi Rzayev 30' Elvin Alizada 46' Ravan Karimov 50' | Report |             | Ras Al Khaimah Minifoot Stadium, Rás al-Chajma |

| 1. listopadu 2023 20:00                            |        |                              |                                                |
| Bulharsko                                          | 2 : 1  | Anglie                       | Ras Al Khaimah Minifoot Stadium, Rás al-Chajma |
| Iavor Guentchev 20' Nedelian Kostadinov 45' (pen.) | Report | Dominic Morgan-Griffiths 41' | Ras Al Khaimah Minifoot Stadium, Rás al-Chajma |

| 1. listopadu 2023 21:30                                                           |        |                                      |                                                |
| Slovensko                                                                         | 5 : 2  | Černá Hora                           | Ras Al Khaimah Minifoot Stadium, Rás al-Chajma |
| Boris Juhás 13' Marek Blažej 20' Jaroslav Repa 22' Filip Kis 42' Tomáš Mikluš 50' | Report | Bojan Jovanović 4' Boris Mijović 36' | Ras Al Khaimah Minifoot Stadium, Rás al-Chajma |

| 1. listopadu 2023 23:00                             |        |       |                                                |
| Maďarsko                                            | 3 : 0  | Egypt | Ras Al Khaimah Minifoot Stadium, Rás al-Chajma |
| András Dunai 9', 15' Jamal Mohammed Gamal 49' (vl.) | Report |       | Ras Al Khaimah Minifoot Stadium, Rás al-Chajma |

#### Čtvrtfinále
| 2. listopadu 2023 18:00 |        |                                                   |                                                |
| Spojené arabské emiráty | 0 : 2  | Rumunsko                                          | Ras Al Khaimah Minifoot Stadium, Rás al-Chajma |
|                         | Report | Andrei Gabriel Șumălan 2' Andrei Cosmin Balea 19' | Ras Al Khaimah Minifoot Stadium, Rás al-Chajma |

| 2. listopadu 2023 19:30                                            |        |                                                                |                                                |
| Kazachstán                                                         | 3 : 3  | Česko                                                          | Ras Al Khaimah Minifoot Stadium, Rás al-Chajma |
| Alexandr Kislitsyn 6' Baktiyar Zhushnov 40' Aslanbek Arshkenov 41' | Report | Daniel Klíma 10' Ondřej Paděra 15' Alexandr Rushinas 34' (vl.) | Ras Al Khaimah Minifoot Stadium, Rás al-Chajma |

|                                                                                              |       | Penaltový rozstřel                                                       |  |
| Vitaliy Grigoryev Zhanibek Seitzhan Alexandr Kislitsyn Alexey Zabogonskiy Daniyar Togaibayev | 3 : 2 | Jaroslav Kubát Tomáš Jelínek Jan Koudelka Daniil Doleček Richard Svoboda |  |

| 2. listopadu 2023 21:00                                |        |                        |                                                |
| Ázerbájdžán                                            | 3 : 1  | Bulharsko              | Ras Al Khaimah Minifoot Stadium, Rás al-Chajma |
| Vusal Isayev 28' Ravan Karimov 31' Mirmehdi Rzayev 36' | Report | Vali Gafarov 40' (vl.) | Ras Al Khaimah Minifoot Stadium, Rás al-Chajma |

| 2. listopadu 2023 22:30 |        |                |                                                |
| Slovensko               | 0 : 1  | Maďarsko       | Ras Al Khaimah Minifoot Stadium, Rás al-Chajma |
|                         | Report | Gábor Kiss 44' | Ras Al Khaimah Minifoot Stadium, Rás al-Chajma |

#### Semifinále
| 3. listopadu 2023 19:00                                                |        |          |                                                |
| Rumunsko                                                               | 3 : 0  | Maďarsko | Ras Al Khaimah Minifoot Stadium, Rás al-Chajma |
| Mircea Ciprian Ungur 5' Mircea Ioan Popa 27' Marius Gabriel Balogh 36' | Report |          | Ras Al Khaimah Minifoot Stadium, Rás al-Chajma |

| 3. listopadu 2023 20:30                                              |        |                          |                                                |
| Kazachstán                                                           | 3 : 2  | Ázerbájdžán              | Ras Al Khaimah Minifoot Stadium, Rás al-Chajma |
| Nursultan Zhussupov 30' Zhanibek Seitzhan 41' Uralbek Yegizbayev 45' | Report | Eshgin Taghiyev 18', 50' | Ras Al Khaimah Minifoot Stadium, Rás al-Chajma |

#### O 3. místo
| 4. listopadu 2023 18:00                              |        |                   |                                                |
| Maďarsko                                             | 3 : 1  | Ázerbájdžán       | Ras Al Khaimah Minifoot Stadium, Rás al-Chajma |
| Dávid Ladányi 3' Zsombor Kövesdi 12' Viktor Kozó 47' | Report | Elvin Alizada 44' | Ras Al Khaimah Minifoot Stadium, Rás al-Chajma |

#### Finále
| 4. listopadu 2023 20:00                 |        |                                                   |                                                |
| Rumunsko                                | 2 : 2  | Kazachstán                                        | Ras Al Khaimah Minifoot Stadium, Rás al-Chajma |
| Marius Gabriel Balogh 49' (pen.), 50+2' | Report | Mircea Ciprian Ungur 25' (vl.) Avel Tarzhanov 37' | Ras Al Khaimah Minifoot Stadium, Rás al-Chajma |

| |         | Penaltový rozstřel |  |
| Marius Gabriel Balogh Andrei Gabriel Șumălan Vasile Ovidiu Pop Mircea Ciprian Ungur Vlad Iulian Mocanu Alexandru Bourceanu Andrei Cătălin Ferik Andrei Cosmin Balea Viorel Ionuț Neacșa Dragoș Constantin Nițu Saron Ionuț Chirică Ioan Mircea Popa Ionuț Andrei Nemițanu Constantin Gabriel Dumitrașcu Bogdan Covaci | 12 : 11 | Vitaliy Grigoryev Alexey Zabogonskiy Daniyar Togaibayev Uralbek Yegizbayev Alexandr Kislitsyn Nursultan Zhussupov Aslanbek Arshkenov Baktiyar Zhushnov Zhanibek Seitzhan Avel Tarzhanov Ilya Mun Andrey Mironov Alexandr Rushinas Bakir Dyikanbayev Yevgeniy Biryukov |  |